# فانتري
فانتري (بالإنجليزية: Vantri)‏ هي قرية تقع في إستونيا في Kaarma Parish.